# Uniopolis (Ohio)
Uniopolis es un lugar designado por el censo (en inglés, census-designated place, CDP) situado en el condado de Auglaize, Ohio, Estados Unidos. Según el censo de 2020, tiene una población de 188 habitantes.

## Geografía
La localidad está ubicada en las coordenadas 40°36′08″N 84°05′09″O / 40.60222, -84.08583 (40.602322, -84.085692).  Según la Oficina del Censo, tiene una superficie de 0.69 km², correspondientes en su totalidad a tierra firme.

## Demografía
Según el censo de 2020, hay 188 personas residiendo en la localidad. La densidad de población era de 272.46 hab./km². El 94.68% de los habitantes son blancos, el 0.53% es asiático, el 0.53% es isleño del Pacífico y el 4.26% son de una mezcla de razas. Del total de la población, el 0.53% es hispano o latino.

## Historia
La villa de Uniopolis fue fundada en 1837 y se incorporó en 1900. En 2013 los votantes votaron por su disolución.
El edificio donde funcionaba su ayuntamiento está inscrito en el Registro Nacional de Lugares Históricos.